# Francis Pakenham
Francis Pakenham (29 février 1832 - 26 janvier 1905) est un diplomate britannique envoyé au Chili, en Argentine et en Suède. 

## Carrière
Francis John Pakenham est le septième fils de Thomas Pakenham (2e comte de Longford). Il fait ses études en privé et à Christ Church, Oxford. Il rejoint le service diplomatique en 1852 et sert à Buenos Aires, Rio de Janeiro, Stockholm, Bruxelles, Washington, DC et Copenhague avant d'être nommé ministre résident à Santiago, Chili, de 1878 à 1885. Il est ensuite envoyé extraordinaire et ministre plénipotentiaire en Argentine et ministre non résident au Paraguay de 1885 à 1896 et ministre en Suède et Norvège de 1896 à 1902. Au cours de cette dernière affectation, il est fait chevalier KCMG lors des honneurs du Nouvel An de 1898,. 